# Малък Дунав (Илм)
Малък Дунав (на немски: Kleine Donau е 5 км дълга река при Фобург в Бавария. Преди Малкият Дунав е малък южен ръкав на Дунав. Тя обграждала замъка, който като остров се намирал в Дунав. Днес се създава в южния край на Фобург от сливането на Веленбах с канал на река Илм.
Малкият Дунав преди се вливал точно под Фобург, срещу Дюнцинг в Дунав. Днес се влива малко преди Дунавския мост в Пфьоринг.